# Lonnie Zamora
Lonnie Zamora (7. srpna 1933 Great Yarmouth, Spojené království — 2. listopadu 2009 Socorro, USA) byl americký policista, který se stal aktérem jednoho z nejznámějších případů setkání s UFO, jež se stal námětem k filmu Blízká setkání třetího druhu.

## Událost
Dne 24. dubna 1964 v podvečer sledoval seržant Lonnie Zamora, dopravní strážník z města Socorro ve státě Nové Mexiko, automobil jedoucí po dálnici 85 nepřiměřenou rychlostí. Náhle uslyšel dutou ránu a spatřil plameny šlehající za nedalekým kopcem. Sjel tedy ze silnice a vydal se k místu předpokládaného výbuchu. Když se přiblížil, spatřil velké světlé těleso vejčitého tvaru, na jehož plášti byl rudý symbol vzhůru směřujícího šípu s půlměsícem obráceným cípy dolů (vyšetřování neobjevilo žádnou firmu, která by používala podobný znak). Okolo něj se pohybovaly postavy menší než dospělý muž, které blížícího se Zamoru spatřily a začaly prchat. Následoval další výbuch, těleso se vzneslo a odletělo jižním směrem. Policista se spojil se svým nadřízeným Samuelem Chavezem, který po příjezdu na místo našel spálenou zem a čtyři hluboké oválné stopy po nohách záhadného objektu. Přivolaní odborníci případ důkladně zdokumentovali, ale nic podezřelého nenašli. Zkušený a spolehlivý policista byl důvěryhodným svědkem a zprávu o podivném létajícím tělese potvrdili i další svědkové. Proto Projekt Blue Book označil případ u Socorro za UFO.

## Možná vysvětlení
Vzhledem k tomu, že v okolí Socorra jsou četná vojenská zařízení, mohl být objekt pozorovaný Zamorou novým typem letadla, jehož zkoušky byly tajné. Objevily se také hypotézy o kulovém blesku nebo prašném víru. Nejčastěji přijímanou verzí je však ta, že šlo o mystifikaci. Fyzik Stirling Colgate se přihlásil se svědectvím, že osobně znal studenty, kteří neměli přísného policistu rádi a chtěli si z něj vystřelit, proto na něj nastražili výbušniny a velký horkovzdušný balon.
Zastáncům teorie o tom, že Zamora pozoroval příslušníky mimozemské civilizace nahrává skutečnost, že v okolí Socorra se stalo více podobných uspokojivě nevysvětlených případů, jako Roswellský incident, paranormální jevy byly hlášeny i z vojenských základen White Sands a Holloman.